# UniCredit Czech Open 2016
UniCredit Czech Open 2016 byl tenisový turnaj pořádaný jako součást mužského okruhu ATP Challenger Tour, který se hrál na antukových dvorcích tenisového areálu TK Agrofert Prostějov. Konal se mezi 30. květnem až 4. červnem 2016 v českém Prostějově jako 23. ročník turnaje.

## Přehled finále

### Mužská dvouhra
- Michail Kukuškin vs.  Márton Fucsovics, 6–1, 6–2

### Mužská čtyřhra
- Aleksandr Buryj /  Igor Zelenay vs.  Julio Peralta /  Hans Podlipnik, 6–4, 6–4